# Софокл
Софо́кл (др.-греч. Σοφοκλῆς, ок. 496 до н. э. — 406 до н. э.) — афинский драматург, трагик.
Родился около 496 года до н. э., в афинском предместье Колон. Место своего рождения, издавна прославленное святынями и алтарями Посейдона, Афины, Евменид, Деметры, Прометея, поэт воспел в трагедии «Эдип в Колоне». Происходил из обеспеченной семьи Софилла, получил хорошее образование.

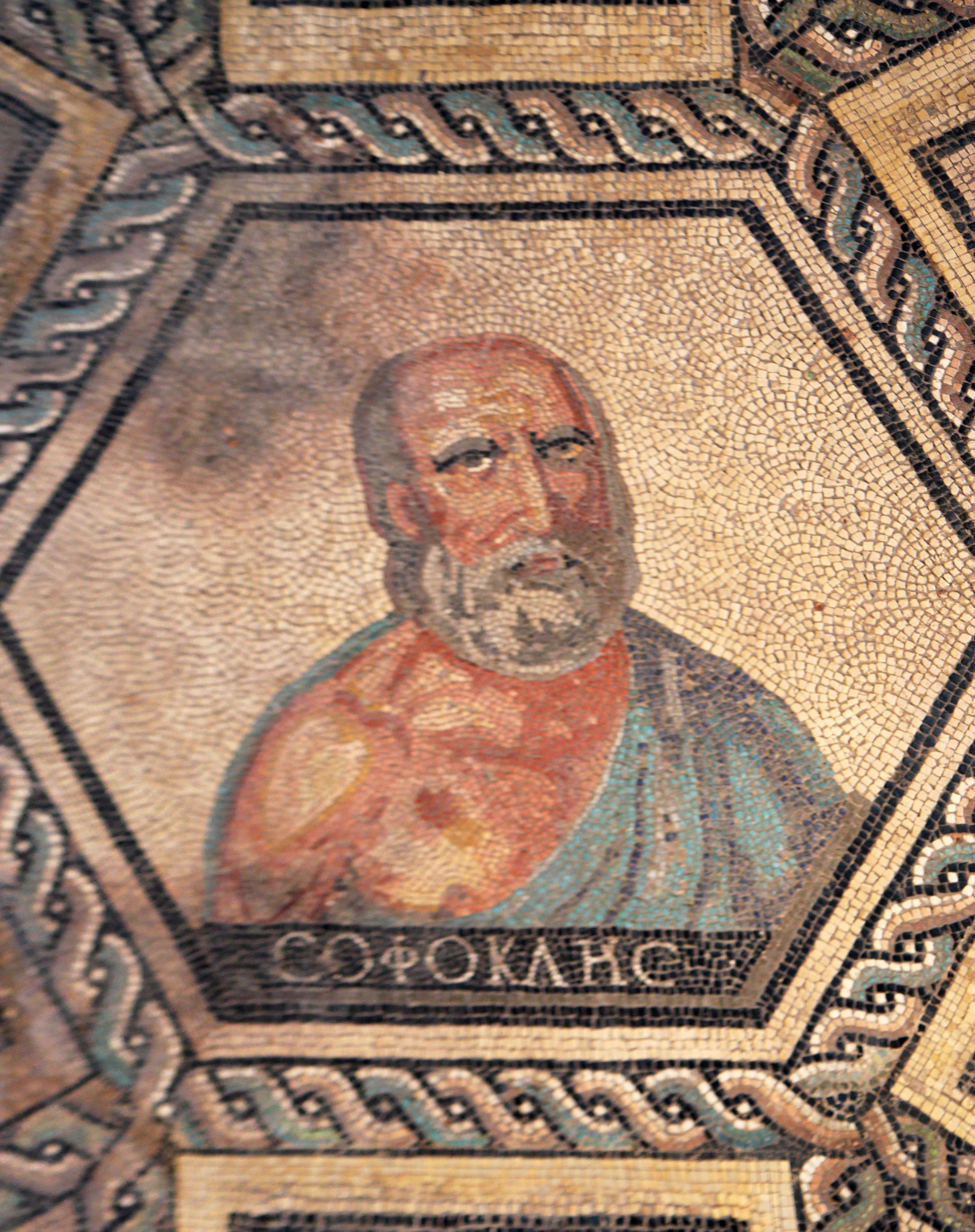
Софокл, античная римская мозаика

После Саламинской битвы (480 год до н. э.) участвовал в народном празднике как руководитель хора. Дважды был избран на должность стратега и один раз исполнял обязанности члена коллегии, ведавшей союзной казной. Афиняне выбрали Софокла в стратеги в 440 году до н. э. во время Самосской войны под впечатлением его трагедии «Антигона», постановка которой на сцену относится, таким образом, к 441 году до н. э.
Главным его занятием было составление трагедий для афинского театра. Первая тетралогия, поставленная Софоклом в 469 году до н. э., доставила ему победу над Эсхилом и открыла собой ряд побед, одержанных на сцене в состязаниях с другими трагиками. Критик Аристофан Византийский приписывал Софоклу 123 трагедии (в том числе и «Антигону»).
Софокл отличался весёлым, общительным характером, не чуждался радостей жизни, как видно из слов некоего Кефала в Платоновом «Государстве» (I, 3). Был близко знаком с историком Геродотом. Умер Софокл на 90-м году жизни, в 406 году до н. э. в городе Афины. Горожане соорудили ему жертвенник и ежегодно чествовали как героя.
Сын Софокла — Иофон сам стал афинским трагиком.

## Изменения в постановке действия
Сообразно успехам, какими трагедия была обязана Софоклу, им сделаны нововведения в сценической постановке пьес. Так, он увеличил число актёров до трёх, а число хоревтов с 12 до 15, сократив в то же время хоровые части трагедии, усовершенствовал декорации, маски, и всю бутафорскую сторону театра в целом, внёс перемену в постановку трагедий в виде тетралогий, хотя не известно в точности, в чём эта перемена состояла. Наконец, он же ввёл в употребление расписные декорации. Все перемены имели целью сообщить ходу драмы на сцене больше движения, усилить иллюзию зрителей и впечатление, получаемое от трагедии. Сохраняя за представлением характер чествования божества, священнослужения, каким была трагедия первоначально, по самому происхождению своему из культа Диониса, Софокл очеловечил его гораздо больше, нежели Эсхил. Очеловечение легендарного и мифического мира богов и героев последовало неизбежно, как только поэт сосредоточил своё внимание на более глубоком анализе душевных состояний героев, которые были известны публике до сих пор лишь по внешним превратностям их земной жизни. Изобразить душевный мир полубогов возможно было не иначе, как чертами простых смертных. Начало такому обращению с легендарным материалом положено было отцом трагедии, Эсхилом: достаточно напомнить созданные им образы Прометея или Ореста; Софокл пошёл дальше по следам предшественника.

## Характерные черты драматургии
Софокл любил сталкивать между собой героев с разными жизненными принципами (Креонт и Антигона, Одиссей и Неоптолем и др.) или противопоставлять друг другу людей с одинаковыми взглядами, но с разными характерами — для подчеркивания силы характера одного при его столкновении с другим, слабохарактерным (Антигона и Исмена, Электра и Хрисофемида). Он любил и умел изображать перепады в настроении героев — переход от высшего накала страстей к состоянию упадка сил, когда человек приходит к горькому осознанию своей слабости и беспомощности. Этот перелом можно наблюдать и у Эдипа в финале трагедии «Царь Эдип», и у Креонта, узнавшего о смерти жены и сына (в трагедии «Антигона»), и у приходящего в сознание Аякса (в трагедии «Аякс»). Для трагедий Софокла характерны редкие по мастерству диалоги, динамичность действия, естественность в развязывании сложных драматических узлов.

## Сюжеты трагедий

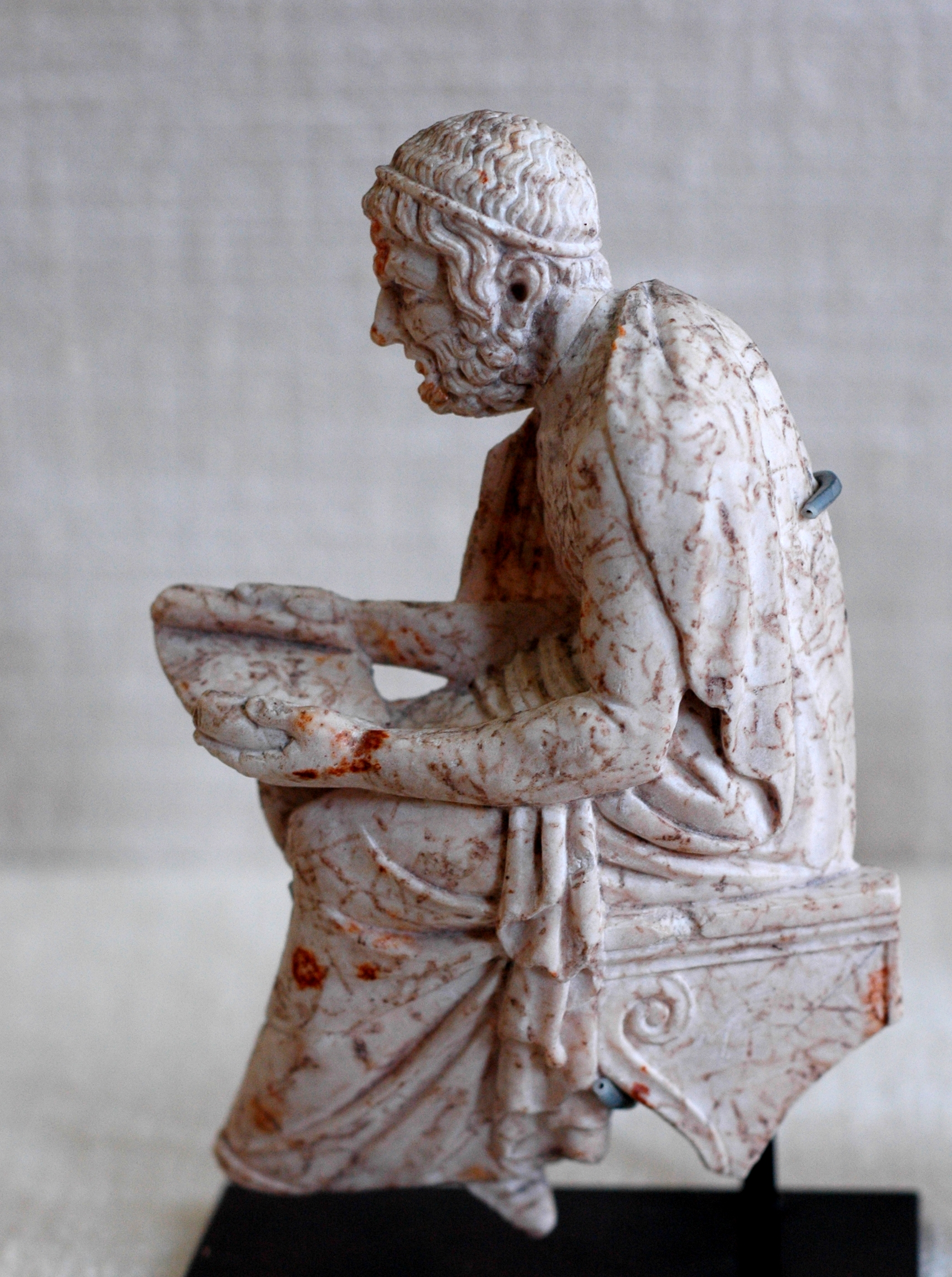
Статуэтка, изображающая поэта, возможно, Софокла

Едва ли не во всех дошедших до нас трагедиях не череда положений или внешних событий приковывает к себе внимание зрителей, но последовательность душевных состояний, переживаемых героями под влиянием отношений, сразу ясно и окончательно поставленных в трагедии. Содержанием «Эдипа» служит один момент из внутренней жизни героя: обнаружение преступлений, им совершенных, до начала трагедии.
В «Антигоне» действие трагедии начинается с того момента, как царское запрещение хоронить Полиника объявлено фиванцам через глашатая, и Антигона бесповоротно решила это запрещение нарушить. В обеих трагедиях зритель следит за развитием мотивов, намеченных в самом начале драмы, и внешняя развязка той или другой драмы могла быть легко предугадана зрителем. Каких-либо неожиданностей, запутанных осложнений автором не вводится в трагедию. Но при этом Софокл даёт нам не отвлечённые воплощения той или другой страсти или склонности; герои его — живые люди с присущими человеческой природе слабостями, со знакомыми каждому чувствами, отсюда неизбежные колебания, ошибки, преступления и т. д. Участвующие в действии прочие лица наделены каждое индивидуальными чертами.
В «Эанте» душевное состояние героя определено событием, предшествующим действию трагедии, и то, что составляет её содержание, это — решимость Эанта на самоубийство, когда он почувствовал весь позор деяния, совершенного им в состоянии безумия.
Особенно ярким образчиком манеры поэта служит «Электра». Матереубийство предрешено Аполлоном, и исполнитель его должен явиться в лице сына преступной Клитемнестры, Ореста; но героиней трагедии избрана Электра; она приходит к решению, согласному с божеской волей, независимо от оракула, глубоко оскорбленная в своём дочернем чувстве поведением матери. То же самое мы видим в «Филоктете» и «Трахинянках». Выбор подобных сюжетов и подобная разработка основных тем сокращали роль сверхъестественных факторов, божеств или судьбы: места для них остается мало; с легендарных героев почти снимается печать сверхчеловечности, какая отличала их в первоначальных о них сказаниях. Как Сократ свёл философию с неба на землю, так трагики раньше его низвели полубогов с их пьедесталов, а богов устранили от непосредственного вмешательства в людские отношения, оставив за ними роль верховных руководителей судеб человека. Катастрофа, постигающая героя, достаточно подготовлена его личными качествами в зависимости от окружающих условий; но когда катастрофа разразилась, зрителю даётся понять, что она согласна с волей богов, с требованиями высшей правды, с божеским определением, и последовала в назидание смертным за вину самого героя, как в «Эанте», или его предков, как в «Эдипе» или «Антигоне». Вместе с отдалением от людской суеты, от людских страстей и столкновений, божества становятся более спиритуалистическими, а человек более свободным в своих решениях и поступках и более за них ответственным. С другой стороны, приговор о виновности человека ставится в зависимость от его побуждений, от степени его сознательности и преднамеренности. В самом себе, в собственном сознании и совести герой носит или осуждение, или оправдание себе, и требование совести совпадает с приговором богов, хотя бы оно оказывалось в явном противоречии и с положительным законом, и с исконными верованиями. Эдип — сын преступного отца, и он повинен терпеть кару за вину родителя; и отцеубийство, и кровосмешение с матерью предустановлены божеством и предсказаны ему оракулом. Но он лично, по своим собственным качествам, не заслуживает столь тяжкой доли; преступления совершены им в неведении, и к тому же искуплены рядом унижений и душевных испытаний. И этот самый Эдип снискивает себе милостивое участие богов; он получает не только полное прощение, но и славу праведника, удостоенного приобщиться к сонму богов. К тому же дому, запятнанному злодеяниями, принадлежит Антигона; она нарушает царскую волю и за то осуждена на казнь. Но она нарушила закон из чистого побуждения, желая облегчить участь умершего брата, и без того несчастного, и убежденная в том, что её решение будет угодно богам, что оно согласуется с их установлениями, существующими от века и более обязательными для людей, нежели какие бы то ни было законы, людьми придуманные. Антигона гибнет, но как жертва заблуждения Креонта, менее чуткого к требованию человеческой природы. Она, погибшая, оставляет по себе память достойнейшей женщины; её великодушие, правота её оценены после смерти всеми фиванскими гражданами, засвидетельствованы воочию богами и раскаянием самого Креонта. В глазах не одних греков смерть Антигоны стоит той жизни, на какую обречена сестра её Исмена, из страха смерти уклонившаяся от участия в исполнении лежащего на ней долга, и ещё в большей мере стоит той жизни, какую осуждён влачить Креонт, не находящий себе поддержки и оправдания ни в окружающих, ни в собственной совести, по своей вине потерявший всех близких ему и дорогих, под бременем проклятия любимой супруги, из-за него же погибшей. Так воспользовался поэт именами и положениями, созданными задолго до него в ином настроении, для иных целей народной фантазией и поэтами. В рассказы о громких подвигах героев, действовавшие на воображение многих поколений, о чудесных приключениях с полубогами, он вдохнул новую жизнь, понятную его современникам и последующим поколениям, силой своей наблюдательности и художественного гения вызвал к деятельному проявлению глубочайшие душевные эмоции и возбуждал в своих современниках новые мысли и вопросы.
Как новизной и смелостью вопросов, поднимаемых автором, так ещё больше склонностью афинян к диалектике, объясняется общая особенность софокловых трагедий по сравнению с новой драмой, а именно: основная тема трагедии развивается в словесном состязании между двумя противниками, причём каждая сторона доводит защищаемое ею положение до его крайних последствий, отстаивая своё право; благодаря этому, пока состязание длится, читатель получает впечатление как бы относительной только справедливости или ошибочности того и другого положения; обыкновенно стороны расходятся, выяснивши многие подробности спорного вопроса, но не предлагая постороннему свидетелю готового заключения. Это последнее должно быть извлечено читателем или зрителем из всего хода драмы. Вот почему в новой филологической литературе существуют многочисленные и разноречивые попытки ответить на вопрос: как смотрит на предмет спора сам поэт, за какой из состязающихся сторон следует вместе с поэтом признавать перевес правды или всю правду; прав ли Креонт, запрещающий хоронить останки Полиника, или права Антигона, вопреки царскому запрещению совершающая обряд погребения над телом брата? Виновен ли, или не виновен Эдип в содеянных им преступлениях, и следовательно заслужено ли бедствие, его постигающее? и т. п. Однако, герои Софокла не только состязаются, они переживают на сцене тяжёлые душевные муки от постигающих их бедствий и только находят себе облегчение от страданий в сознании правоты своей, или того, что преступление их совершено по неведению или предопределено богами. Сцены, исполненные глубокого пафоса, захватывающие и нового читателя, имеются во всех уцелевших трагедиях Софокла, и нет в этих сценах ни напыщенности, ни риторики. Таковы великолепные плачи Деяниры, Антигоны, Эанта перед смертью, Филоктета, обманом попавшего в руки злейших врагов, Эдипа, убедившегося в том, что он сам — тот нечестивец, который накликал на фиванскую землю гнев богов. Этим соединением в одном и том же лице высокого героизма, когда необходимо защитить попираемую правду или совершить славный подвиг, и нежной чувствительности к обрушившемуся бедствию, когда долг уже исполнен или роковая ошибка непоправима, этим соединением Софокл достигает высшего эффекта, вскрывая в своих величавых образах черты, которые роднят их с обыкновенными людьми и вызывают к ним больше участия.
До нас дошло семь трагедий Софокла, из которых по содержанию три принадлежат фиванскому циклу сказаний: «Эдип», «Эдип в Колоне» и «Антигона»; одна к Гераклову циклу — «Деянира», и три к троянскому: «Эант», наиболее ранняя из трагедий Софокла, «Электра» и «Филоктет». Кроме того, у разных писателей сохранилось около 1000 фрагментов. Кроме трагедий, древность приписывала Софоклу элегии, пеаны и прозаическое рассуждение о хоре.
В основу «Трахинянок» легло сказание о Деянире. Томление любящей женщины в ожидании супруга, муки ревности и безысходная скорбь Деяниры при известии о страданиях отравленного Геракла составляют главное содержание «Трахинянок».
В «Филоктете», поставленном на сцену в 409 году до н. э., поэт с изумительным искусством развивает трагическое положение, созданное коллизией трёх различных характеров: Филоктета, Одиссея и Неоптолема. Действие трагедии относится к десятому году троянской войны, а местом действия служит остров Лемнос, где греки ещё на пути под Трою покинули фессалийского вождя Филоктета после того, как на Хрисе он был укушен ядовитой змеёй, а полученная от укуса рана, распространяя зловоние, сделала его неспособным к участию в военном деле. Покинут он по совету Одиссея. Одинокий, забытый всеми, нестерпимо страдающий от раны, Филоктет добывает себе жалкое пропитание охотой: он искусно владеет доставшимся ему луком и стрелами Геракла. Однако, по словам оракула, Троя может быть взята греками не иначе, как при помощи этого чудесного лука. Тогда только греки вспоминают о несчастном страдальце, а Одиссей берет на себя труд доставить во что бы то ни стало Филоктета под Трою или по крайней мере завладеть его оружием. Но он знает, что Филоктет ненавидит его, как своего злейшего врага, что ему самому никогда не удастся склонить Филоктета к примирению с греками или силой овладеть им, что нужно будет действовать хитростью и обманом, и орудием своего замысла он избирает юношу Неоптолема, не участвовавшего в обиде, к тому же сына Ахилла, любимца Филоктета. Греческое судно уже пристало к Лемносу, и греки высадились на берег. Перед зрителем открывается пещера, убогое жилище славного героя, затем и сам герой, измученный болезнью, одиночеством и лишениями: постель его — древесные листья на голой земле, тут же деревянный кувшин для питья, огниво и замаранные кровью и гноем рубища. Благородный юноша и сопровождающий его хор сподвижников Ахилла глубоко тронуты видом несчастного. Но Неоптолем связал себя словом, данным Одиссею, овладеть Филоктетом при помощи лжи и обмана, и обещание своё он выполнит. Но если жалкий вид страдальца вызывает участие в юноше, то полное доверие, любовь и ласка, с какими относится к нему старик Филоктет с первого момента и отдаёт ему себя в руки, от него единственного ожидая конца своим мучениям, повергают Неоптолема в тяжёлую борьбу с самим собой. Но в то же время Филоктет непреклонен: он не может простить грекам обиды, ему нанесённой; он ни за что не пойдет под Трою, не поможет грекам победоносно окончить войну; он возвратится домой, и Неоптолем отвезет его в родную дорогую землю. Только мысль о родине давала ему силы нести бремя жизни. Природа Неоптолема возмущается против обманных коварных действий, и только личное вмешательство Одиссея делает его обладателем оружия Филоктета: доверием старца пользуется юноша для того, чтобы погубить его. Наконец, все соображения о необходимости для славы греков добыть оружие Геракла, о том, что он связал себя обещанием перед Одиссеем, о том, что не Филоктет, а он, Неоптолем, будет с этого времени врагом греков, уступают в юноше голосу его совести, возмущающейся против обмана и насилия. Он возвращает лук, приобретает снова доверие и готов сопровождать Филоктета на родину. Только появление Геракла на сцене (deus ex machina) и его напоминание, что Зевс и Судьба повелевают Филоктету отправиться под Трою и помочь грекам довершить начатую борьбу, склоняют героя (и вместе с ним Неоптолема) следовать за греками. Главное действующее лицо трагедии — Неоптолем. Если Антигона по требованию своей совести считает для себя обязательным нарушить волю царя, то по тому же самому побуждению Неоптолем идёт дальше: он нарушает данное обещание и отказывается путём коварства против доверившегося ему Филоктета действовать в интересах всего греческого войска. Ни в одной из своих трагедий поэт не выступал с такой силой за право человека согласовать своё поведение с понятием высшей правды, хотя бы оно противоречило самым хитрым умствованиям (греч. άλλ ? εί δικαια τών σοφών κρείσσω τάδε). Важно, что сочувствие поэта и зрителей к великодушному и правдивому юноше неоспоримо, тогда как коварный и неразборчивый на средства Одиссей рисуется в самом непривлекательном виде. Правилу, что целью оправдываются средства, произносится в этой трагедии решительное осуждение.
В «Эанте» завязка драмы в том, что спор между Эантом (Аяксом) и Одиссеем из-за вооружения Ахилла решен ахейцами в пользу последнего. Он поклялся было отмстить прежде всего Одиссею и Атридам, но Афина, заступница ахейцев, лишает его рассудка, и он в исступлении принимает домашних животных за врагов своих и избивает их. Рассудок вернулся к Эанту, и герой чувствует себя тяжко опозоренным. С этого момента начинается трагедия, заканчиваясь самоубийством героя, которому предшествует знаменитый монолог Эанта, прощание его с жизнью и её радостями. Между Атридами и единокровным братом Эанта Тевкром возгорается спор. Хоронить ли останки умершего, или покинуть их на жертву псам, спор, который решается в пользу погребения.

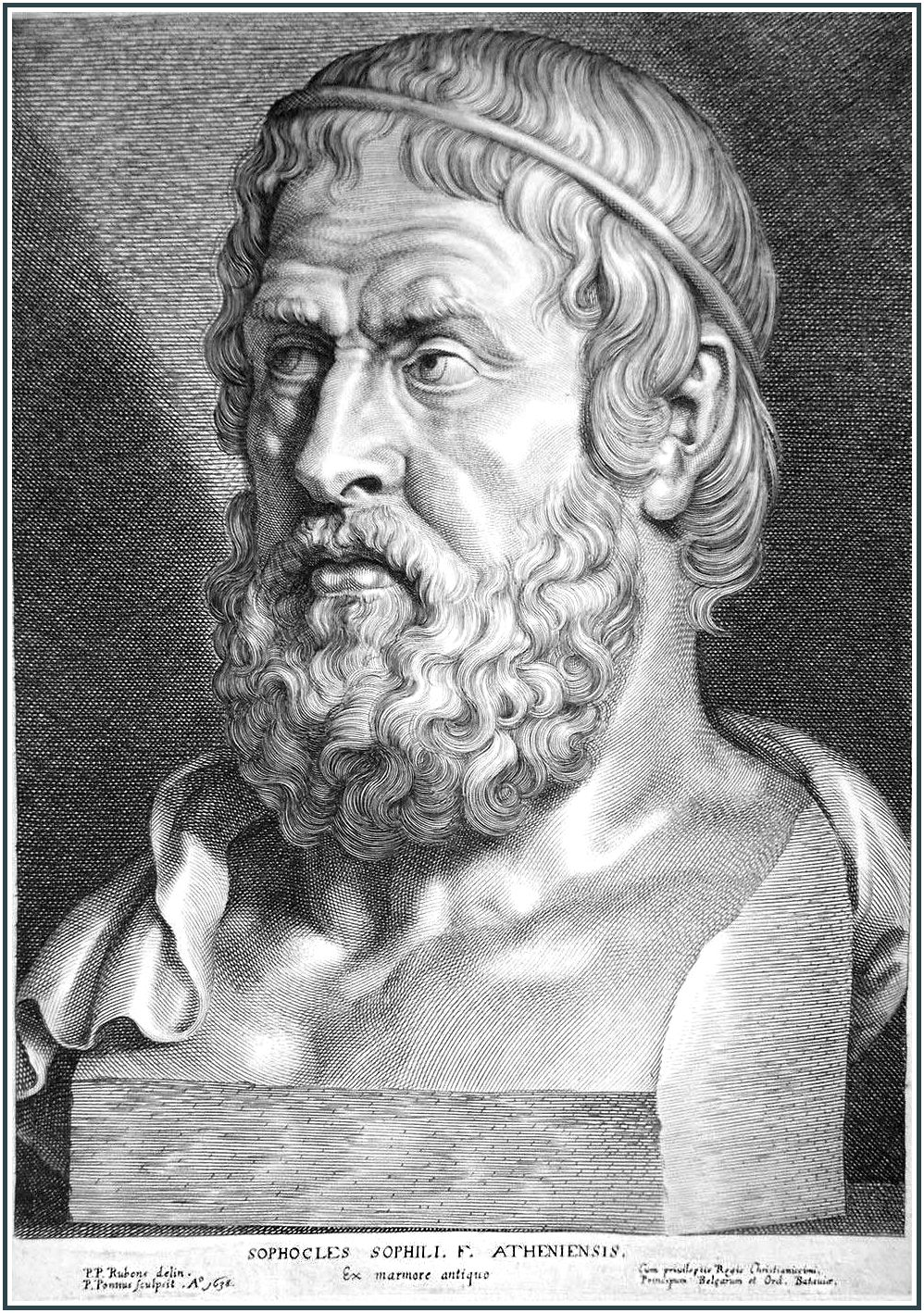
Питер Пауль Рубенс, гравер Паулюс Понтий, Софокл, 1638

## Этика
Что касается религиозно-этических воззрений, проводимых в трагедиях Софокла, то они мало отличаются от Эсхиловых; преобладающая особенность их — спиритуализм, по сравнению с теми представлениями о богах, какие были унаследованы от творцов греческой теологии и теогонии, от древнейших поэтов. Зевс — всевидящее, всесильное божество, верховный владыка мира, устроитель и распорядитель. Судьба не возвышается над Зевсом, скорее она тождественна с его определениями. Будущее в руках одного Зевса, но человеку не дано постигать божеские решения. Совершившийся факт служит показателем божеского соизволения. Человек — существо слабое, обязанное покорно переносить посылаемые богами бедствия. Бессилие человека ввиду непроницаемости божеских предопределений тем полнее, что изречения оракулов и гадателей бывают часто двусмысленны, темны, иногда ошибочны и лживы, и кроме того, человек склонен к заблуждению. Божество Софокла гораздо более мстительное и карающее, нежели предохраняющее или спасительное. Боги наделяют человека разумом от рождения, но они же попускают грех или преступление, иногда ниспосылают помрачение рассудка на того, кого решили покарать, но от этого мера наказания виновного и его потомков не смягчается. Хотя таковы преобладающие отношения богов к человеку, но есть случаи, когда боги проявляют своё милосердие к невольным страдальцам: на этом последнем представлении построена вся трагедия «Эдип у Колона»; точно так же Орест, матереубийца, находит защиту от мести Эриний в Афине и Зевсе. Намерение Деяниры, когда она посылала праздничное одеяние любимому супругу, хор называет честным и похвальным, и Гилл оправдывает мать перед Гераклом. Словом, устанавливается разница между вольным и невольным прегрешением, принимаются во внимание побуждения виновного. Этим способом, нередко в определённых выражениях, отмечена несообразность божеской мстительности, распространяемой на весь род виновного, если страдалец по своим личным качествам не склонен к преступлению. Вот почему Зевс иногда называется сострадательным, разрешителем печалей, отвратителем несчастий, спасительным, как и другие божества. Спиритуалистическое божество гораздо больше, нежели у Эсхила, удалено от человека; собственные его наклонности, намерения и цели получают гораздо больший простор. Обыкновенно герои Софокла наделены такими личными свойствами и поставлены в такие условия, что каждый шаг их, каждый момент драмы достаточно мотивированы чисто естественными причинами. Все случающееся с героями изображается Софоклом как ряд законообразных явлений, находящихся в причинной связи между собой или по крайней мере в возможной, вполне вероятной последовательности. Трагедия у Софокла носит более светский характер, нежели у Эсхила, как можно судить по обработке одного и того же сюжета у двух поэтов: «Электре» Софокла соответствуют эсхиловы «Девушки, несущие возлияния» («Хоэфоры»), а трагедия «Филоктет» была с тем же именем и у Эсхила; эта последняя не дошла до нас, но мы имеем сравнительную оценку двух трагедий у Диона Хрисостома, который отдаёт предпочтение Софоклу перед Эсхилом. Не сын, как у Эсхила, но дочь — главное действующее лицо в софокловой «Электре». Она — постоянная свидетельница поругания над родным домом славного Агамемнона порочной матерью; она сама непрестанно подвергается обидам от матери и её незаконного сожителя и соучастника в злодеянии, она для самой себя ждет насильственной смерти от рук, запятнанных кровью великого родителя. Всех этих мотивов вместе с любовью и благоговением к убитому отцу достаточно для того, чтобы Электра приняла твёрдое решение отмстить виновным; вмешательством божества ничего не изменяется и не прибавляется для внутреннего развития драмы. Клитемнестра у Эсхила — справедливо карающая Агамемнона за Ифигению, у Софокла сладострастная, наглая женщина, жестокая до беспощадности к родным детям, готовая насилием освободиться от них. Она поминутно оскорбляет дорогую память отца Электры, низводит её на положение рабыни в родительском доме, поносит её за спасение Ореста; она молится Аполлону о гибели сына, открыто торжествует при известии о его гибели, и только ждет Эгисфа, чтобы покончить с ненавистной дочерью, смущающей её совесть. Религиозный элемент драмы значительно ослаблен; мифологическая или легендарная фабула получала значение только исходного пункта или тех пределов, в которых совершалось внешнее событие; данные личного опыта, сравнительно богатый запас наблюдений над человеческой природой обогатили трагедию психическими мотивами и сблизили её с действительной жизнью. Согласно со всем этим сократилась роль хора, выразителя общих суждений о ходе драматического события в смысле религии и общепринятой морали; он более органически, нежели у Эсхила, входит в круг исполнителей трагедии, как бы превращаясь в четвёртого актёра.
Как пишет Аристотель в «Поэтике» — Софокл показывал людей такими, какими они должны быть.

## Биография
Главным источником для биографии Софокла служит безымянное жизнеописание, обыкновенно помещаемое в изданиях его трагедий. Важнейший список трагедий Софокла хранится в лавренцианской библиотеке во Флоренции: С. Laurentianus, XXXII, 9, относится к Х или XI в.; все прочие имеющиеся в различных библиотеках списки представляют копии с этого списка, за исключением, может быть, другого флорентийского списка XIV в. № 2725, в той же библиотеке. Со времени В. Диндорфа первый список обозначается буквой L, второй — G. Лучшие схолии извлечены также из списка L. Впервые трагедии изданы Альдами в Венеции, 1502 г. С середины XVI в. и до конца XVIII в. господствующей редакцией было парижское издание Турнеба. Брунк (1786—1789) восстановил преимущество редакции Альдов.
В честь Софокла назван кратер на Меркурии.

## Сохранившиеся пьесы
- «Трахинянки» (ок. 451—435 до н. э.)
- «Аякс» («Эант», «Биченосец») (между сер.450-х и сер.440-х до н. э.)
- «Антигона» (ок. 442—441 до н. э.)
- «Царь Эдип» («Эдип-тиран») (ок. 429—426 до н. э.)
- «Электра» (ок. 415 до н. э.)
- «Филоктет» (409 до н. э.)
- «Эдип в Колоне» (406 до н. э., постановка: 401 до н. э.)
- «Следопыты»

## Утраченные и сохранившиеся фрагментарно пьесы
Цикл об аргонавтах
- Афамант
- Фрикс
- Лемниянки
- Амик (сатировская драма)
- Финей
- Тимпанисты
- Колхидянки
- Скифы
- Зельекопы

Фиванский цикл
- Амфиарай (в некоторых источниках — сатировская драма)
- Эпигоны
- Эрифила
- Алкмеон
- Ниоба
- Манто

Аргосский цикл
- Инах
- Акрисий
- Даная
- Андромеда
- Ларисейцы
- Экл
- Амфитрион
- Геракл-младенец (сатировская драма)
- Геракл
- Кербер (предположительно второе название «Геракла»)
- На Тенаре (возможно, ещё одно альтернативное название «Геракла»)
- Эней (сатировская драма)

Цикл о Пелопидах
- Тантал
- Эномай
- Атрей, или Микенянки
- Фиест
- Фиест в Сикионе
- Ифигения
- Клитеместра
- Гермиона
- Эригона

Аттический цикл
- Триптолем
- Терей
- Прокрида
- Креуса
- Ион (есть гипотеза, отождествляющая эту пьесу с «Креусой»)
- Эгей
- Тесей
- Федра

Критский цикл
- Прорицатели, или Полиид
- Дедал (предположительно сатировская драма)
- Камикийцы
- Минос

Фессалийский цикл
- Долопы
- Иксион
- Тиро
- Жительницы Фтии
- Пелей
- Феникс
- Поклонники Ахилла

Троянский цикл
- Эрида
- Суд
- Александр
- Свадьба Елены
- Собрание ахейцев
- Сотрапезники
- Посольство о Елене
- Паламед
- Еврипил
- Фригийцы
- Приам
- Поликсена
- Троил
- Скиросцы
- Лаконянки
- Лаокоонт
- Синон
- Навплий-возжигатель
- Навплий приплывающий
- Хрис
- Тевкр

Пьесы об Одиссее
- Одиссей безумствующий
- Евриал
- Навсикая, или Прачки
- Феаки
- Омовение
- Одиссей, поражённый шипом

Телефейя
- Алеады
- Телеф
- Мисийцы

Вне циклов
- Тиндарей
- Ификл
- Пандора, или Молотобойцы
- Фамир
- Гиппоной
- Глухие (сатировская драма)
- Кедалион (сатировская драма)
- Мелеагр
- Евмел
- Иобат
- Салмоней
- Сизиф

## Публикации текстов

### Оригиналы
- Сочинения изданы в «Loeb classical library»: дошедшие пьесы в т. 1-2 (№ 20, 21), фрагменты под № 483.
  - Vol. I Эдип-царь. Эдип в Колоне. Антигона.
  - Vol. II Аякс. Электра. Трахинянки. Филоктет.
- В серии «Collection Budé» изданы 7 трагедий в 3 томах (см.).

### Русские переводы
В данном списке указаны только собрания произведений, об отдельных изданиях трагедий см. статьи о них
- Трагедии Софокла / Пер. И. Мартынова. — СПб., 1823—1825.
  - Ч. 1. Эдип царь. Эдип в Колоне. — 1823. — 244 с.
  - Ч. 2. Антигона. Трахинянки. — 1823. — 194 с.
  - Ч. 3. Аякс неистовый. Филоктет. — 1825. — 201 с.
  - Ч. 4. Электра. — 1825. — 200 с.
- Софокл. Драмы : в 3 т. / Пер. и вступ. очерк. Ф. Ф. Зелинского. — М. : Сабашниковы, 1914—1915.
  - Т. 1: Аянт-Биченосец. Филоктет. Электра. — 1914. — 423 с.
  - Т. 2: Царь Эдип. Эдип в Колоне. Антигона. — 1915. — 435 с.
  - Т. 3: Трахинянки. Следопыты. Отрывки. — 1914. — 439 с.
  - переиздание: Софокл. Драмы / Пер. Ф. Ф. Зелинского ; изд. подг. М. Л. Гаспаров, В. Н. Ярхо ; отв.ред. М. Л. Гаспаров. — М. : Наука, 1990. — 608 с. — (Литературные памятники / Академия наук СССР ; председатель редколлегии Д. С. Лихачёв). — 100 000 экз.
- Софокл. Трагедии : в 2 т. / Пер. В. О. Нилендера и С. В. Шервинского. — М. ; Л. : Academia, 1936.
  - Т. 1: Эдип-царь. Эдип в Колоне. Антигона. — 1936. — 231 с. — 5300 экз.
  - [Т. 2 не издан]
- Софокл. Трагедии / Пер. С. В. Шервинского ; ред. и примеч. Ф. А. Петровского. — М. : ГИХЛ, 1954. — 472 с. — 10 000 экз.
  - переиздание: Софокл. Трагедии / Пер. С. В. Шервинского ; ред., послесл. и примеч. Ф. А. Петровского. — М. : ГИХЛ, 1958. — 464 с. — 25 000 экз.
  - переиздание: Софокл. Трагедии / Пер. С. В. Шервинского ; коммент. Н. М. Подземской. — М. : Искусство, 1979. — 456 с. — (Античная драматургия). — 50 000 экз.
  - переиздание: Софокл. Трагедии / Пер. С. В. Шервинского. — М. : Художественная литература, 1988. — 493 с. — (Библиотека античной литературы). — 100 000 экз.
- Софокл. Антигона / Пер. А. В. Парина ; послесл. В. Н. Ярхо. — М. : Искусство, 1986. — 119 с. — 25 000 экз.
- Эсхил. Софокл. Еврипид. Трагедии / Пер. Д. С. Мережковского ; вступ. ст. и примеч. А. В. Успенской. — М. : Ломоносовъ, 2009. — 474 с. — (Вечные спутники). — ISBN 978-5-91678-002-4.

### Схолии к Софоклу
- Схолии к Софоклу по изданию Брунка (1801)
- Трагедии Софокла со схолиями: том I (1825) том II (1852)